# 圣朱利安代梅
圣朱利安代梅（法語：Saint-Julien-d'Eymet），又译"圣朱利安德埃梅"，是法国多尔多涅省的一个市镇，位于该省西南部，属于贝尔热拉克区（Bergerac）。该市镇总面积5.81平方公里，2009年时的人口为111人。

## 人口
圣朱利安代梅人口变化图示